# 지방도 제907호선
지방도 제907호선(부림 ~ 고령선)은 경상북도 고령군 쌍림면과 경상남도 의령군 부림면을 잇는 경상북도의 지방도이다. 초계 분지를 남북으로 관통하는 것이 특징이며, 합천군 적중면 누하리 ~ 의령군 부림면 묵방리, 권혜리 구간은 초계 분지의 미타산으로 인해 미개통 구간이다. 고령 나들목과 접속되어 있어 88올림픽고속도로를 이용할 수 있다.
2007년부터 건설교통부에서 지방도 노선번호 일관성을 위한 노선번호 체계 개선에 의해 지방도 제1011호선로 통합되었다.

## 연혁
- 2003년 2월 20일 : 경상남도 구간 노선 폐지 및 재지정[1][2]
- 2003년 2월 20일 : 경상북도 구간 노선 폐지 및 재지정[3]
- 2003년 8월 22일 : 경상남도 합천군 적중면 누하리 ~ 권혜리 구간 개통[4]
- 2009년 10월 15일 : 경상남도 구간 지방도 노선 조정[5]
- 2017년 5월 4일 : 총연장을 25.0km 에서24.9km 로 변경[6]

## 주요 경유지

### 경상북도
- 고령군
  - 쌍림면 안림삼거리 - 고령 나들목 - 고령 딸기마을 - 안림교 - 신곡리 - 박곡재

### 경상남도
- 합천군
  - 쌍책면 박곡재 - 상신리 - 하신리 - 하신삼거리 - 사양삼거리 - 사양리 - 상포리 - 합천박물관 - 성산리 - 황강교
  - 적중면 황강교 - 죽고리 - 적중교 - 부수교 - 상부교 - 적중면사무소 - 상부리 - 지대리저수지 - 명곡2저수지 - 누하리 - 상홍사 - (이후 도로 없음)

- 의령군
  - 부림면 (이전 도로 없음) - 권혜리(하권마을) - 천락저수지 - 천락리 - 서득교삼거리

## 중복 구간
- 합천군 쌍책면 하신삼거리 ~ 사양삼거리 : 지방도 제1034호선과 중복
- 합천군 적중면 적중교 : 국도 제24호선과 중복

## 도로명

### 경상북도
- 고령군 쌍림면 안림삼거리 ~ 박곡재 : 쌍쌍로

### 경상남도
- 합천군 쌍책면 박곡재 ~ 하신삼거리 : 쌍쌍로
- 합천군 쌍책면 하신삼거리 ~ 적중면 적중교 서단 : 황강옥전로
- 합천군 적중면 적중교 : 동부로
- 합천군 적중면 적중교 동단 ~ 적중면사무소 : 적중로
- 합천군 적중면 적중면사무소 ~ 지대리저수지 : 상중부중앙길
- 합천군 적중면 지대리저수지 ~ 명곡2저수지 : 우회로
- 합천군 적중면 명곡2저수지 ~ 누하리 : 명곡2길
- 의령군 부림면 권혜리 ~ 서득교삼거리 : 천혜로